# Gonjasufi
Gonjasufi, de son vrai nom Sumach Ecks né en 1978 d'une mère mexicaine et d'un père américano-éthiopien, est un artiste américain ayant réalisé son premier album, A sufi and a killer, le 8 mars 2010 sur le label anglais Warp Records. Il a choisi ce pseudonyme se clamant lui-même un soufi, et, selon ses propres aveux, car il fume « pas mal » de ganja.

## Carrière musicale
Ses premiers enregistrements connus se font au cœur du crew hip hop Masters of the universe. Mais c’est sa collaboration avec le producteur Flying Lotus sur le morceau Testament, paru sur le second album de ce dernier, qui attire l’attention de Warp Records. Si la musique de Gonjasufi se rattache de prime abord au hip hop, notamment du fait des productions de The Gaslamp Killer et Flying Lotus, elle se révèle vite marquée par d’autres influences très variées, comme le rock, le folk ou encore la soul.
Son premier album, A sufi and a killer, a reçu un bon accueil critique, recevant notamment la note de 8,4 sur le site américain de référence, Pitchfork.

## Discographie

### Albums
- 2010: A Sufi And A Killer
- 2010: The Caliphs Tea Party
- 2012: MU.ZZ.LE

### Albums Remix
- 2016: Callus
- 2017: Mandela Effect

### E P
- 2011: The Ninth Inning
- 2013 : Untitled - Avec Ras G.

### Singles
- 2009 : Holidays/Candylane
- 2010: Ancestors
- 2010: Kowboyz & Indians/My Only Friend
- 2010 : Kobwebz/Speaketh
- 2010 : Nickels and Dimes
- 2011 : Ninth Inning
- 2012 : The Blame

### Collaborations
- 2008 : Testament sur l'album Los Angeles de Flying Lotus
- 2010 : I'm in Awe sur Death Gate de The Gaslamp Killer
- 2012 : Lawnmower Man sur l'album homonyme Humansuit
- 2012 : Veins et Apparitions sur Breakthrough de The Gaslamp Killer
- 2013 : The Omen sur Band in Amerikkka de Old English
- 2013 : Giddy sur Everlast de Perera Elsewhere
- 2014 : Flight sur The Cloaks de Awol One & Gel Roc
- 2014 : Bad Trip sur E & J de Dag Savage
- 2014 : Save Me sur Angels & Devils de The Bug
- 2016 : Strange Technology sur The Life & Death of Scenery de L'Orange & Mr Lif
- 2016 : Good Morning sur Instrumentalepathy de The Gaslamp Killer
- 2017 : Hater Hate It sur l'album homonyme de A7pha (2017)